# Boule de cristal

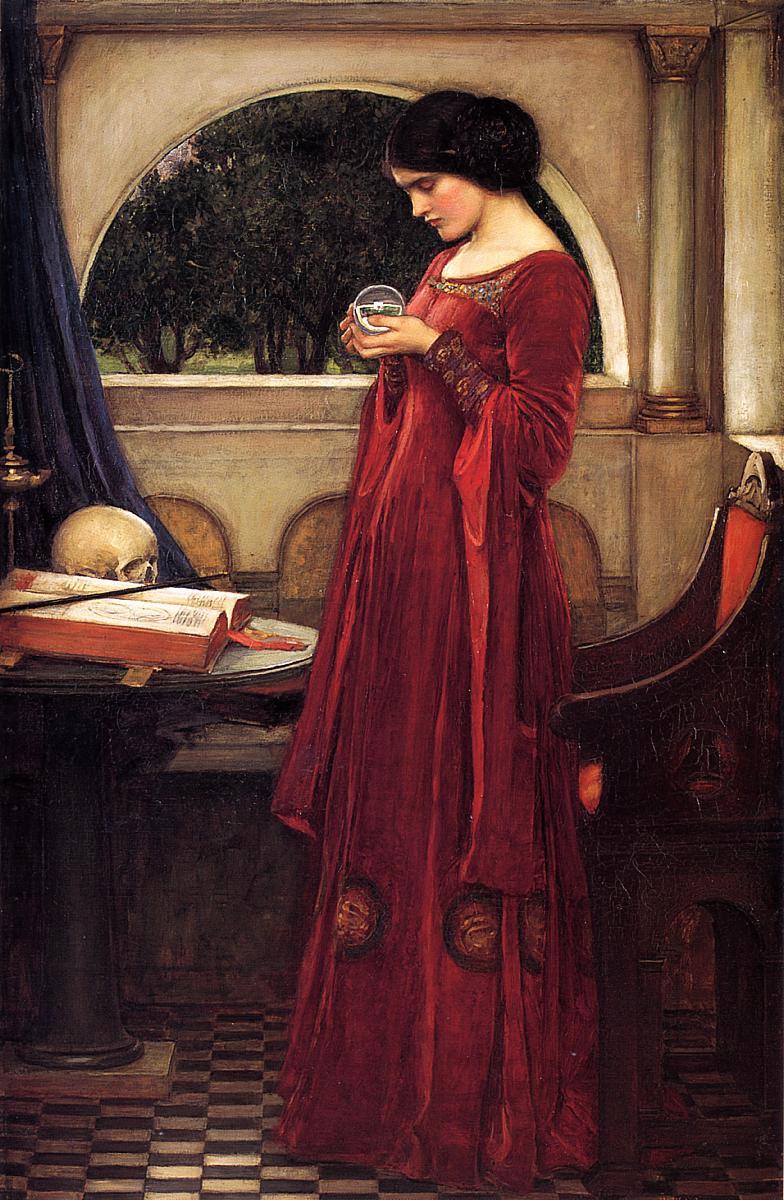
The Crystal Ball, tableau de John William Waterhouse (1902).

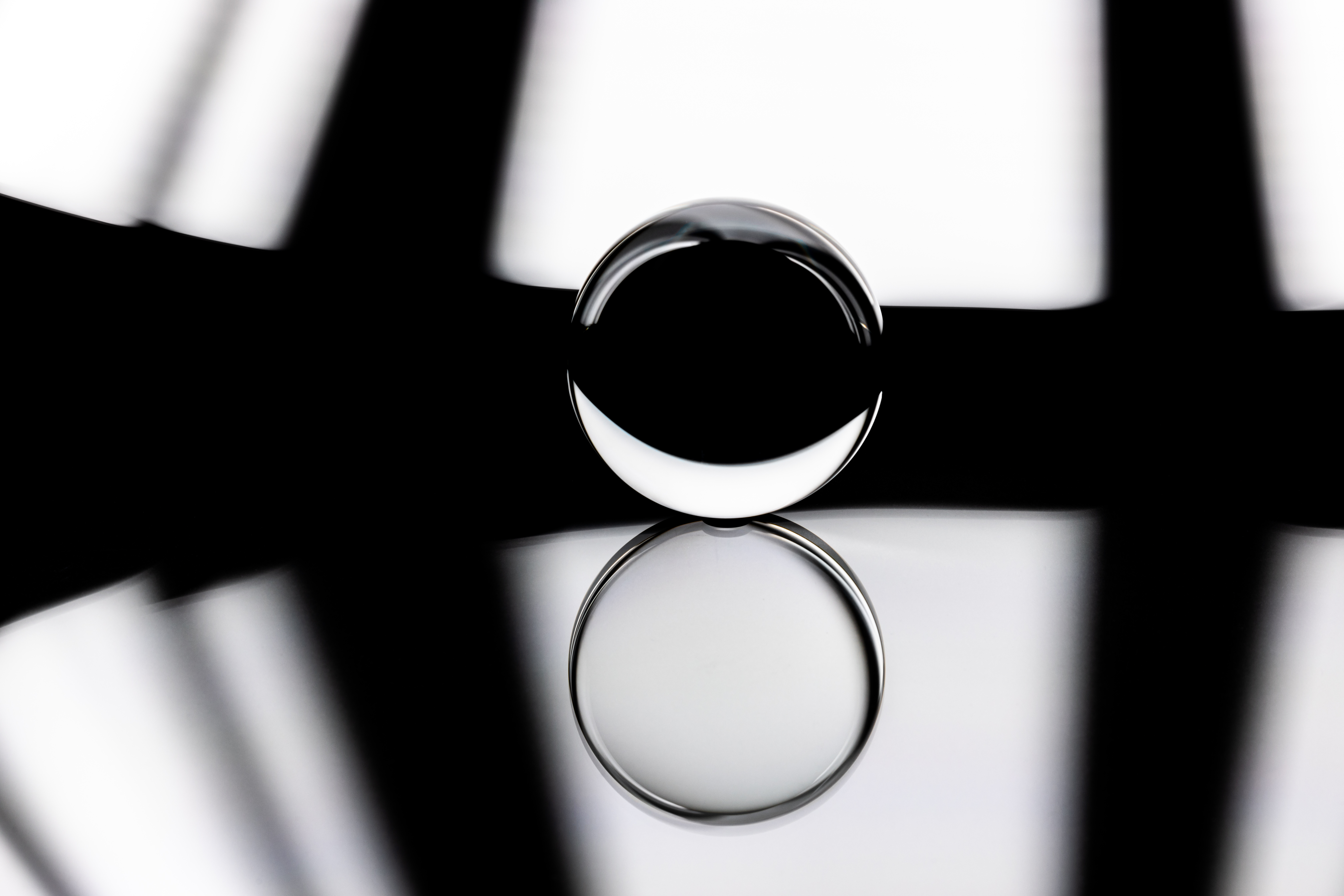
Expérimentation photographique avec une boule de cristal.

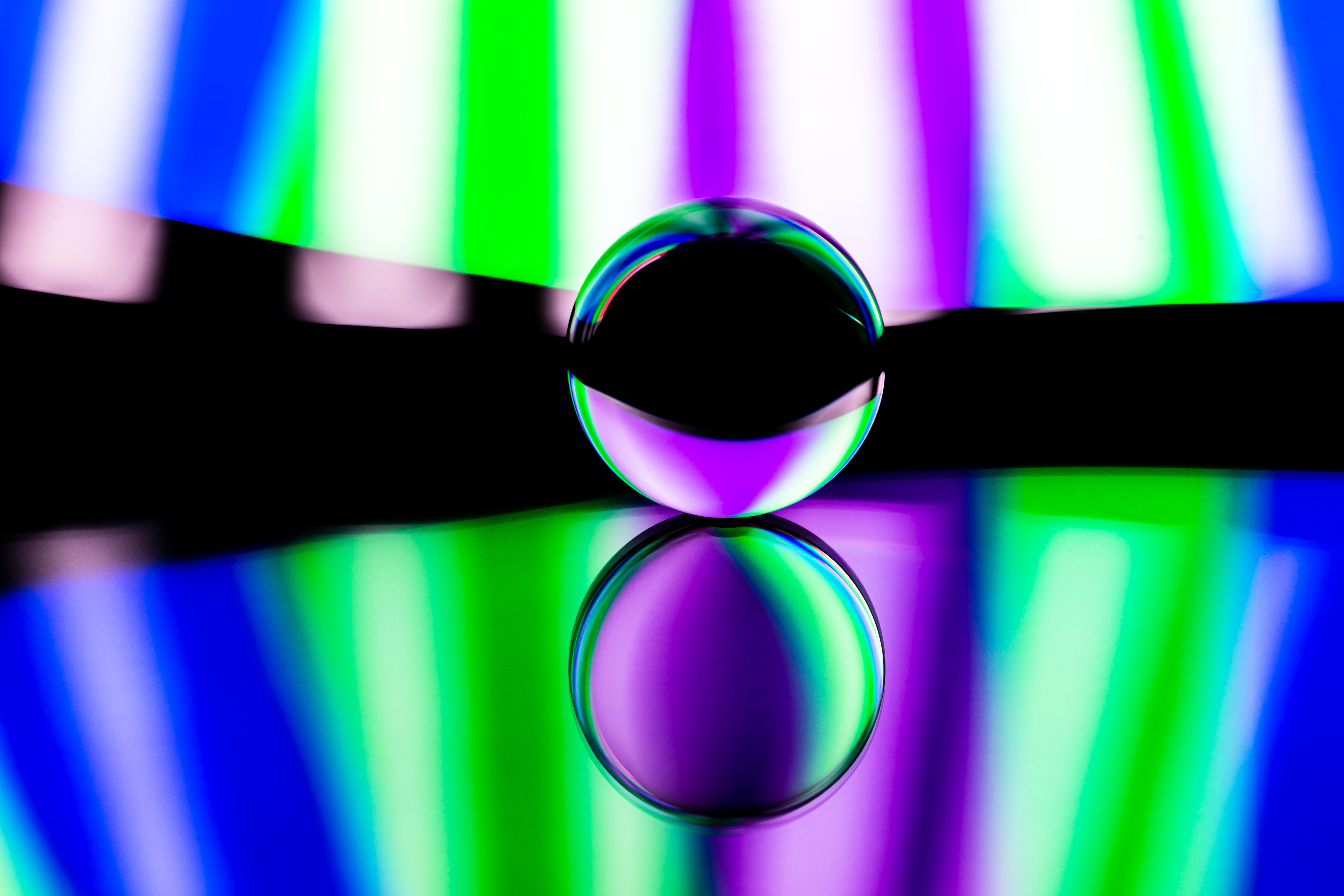
Autre expérimentation

Une boule de cristal, constituée en fait le plus souvent de verre, est un accessoire utilisé dans certaines pratiques de voyance ou de divination.

## Historique
La boule de cristal était vraisemblablement utilisée comme accessoire dans le contexte d'expériences de physique, de chimie ou d'alchimie (Marco Antonio de Dominis s'en servit comme prisme pour expliquer l'arc-en-ciel).
Son utilisation comme support d'induction d'un état hypnotique est relatée par Théodore Flournoy dans Des Indes à la Planète Mars, Étude sur un cas de somnambulisme avec glossolalie en 1900.
Au XXe siècle, en particulier la boule de cristal est utilisée au cinéma et dans la bande dessinée comme une représentation typique des pratiques de voyance[réf. nécessaire]. 

## Dans la culture populaire

### Cinéma
- La Boule de cristal (1943), film romantique américain de Elliott Nugent.

### Littérature
- Les Palantír, ou « Pierres de vision », des boules de cristal dans l'univers de la Terre du Milieu de l'écrivain J.R.R. Tolkien.

### Bande dessinée et manga
- Dans l'album Les Sept Boules de cristal (1948), une aventure de Tintin créée par Hergé.
- Les Boules du Dragon (Dragon Balls) dans le manga Dragon Ball Z.